# Liparis perrieri
Liparis perrieri är en orkidéart som beskrevs av Rudolf Schlechter. Liparis perrieri ingår i släktet gulyxnen, och familjen orkidéer.
Artens utbredningsområde är Madagaskar.

## Underarter
Arten delas in i följande underarter:
- L. p. perrieri
- L. p. trinervia